# Hagi

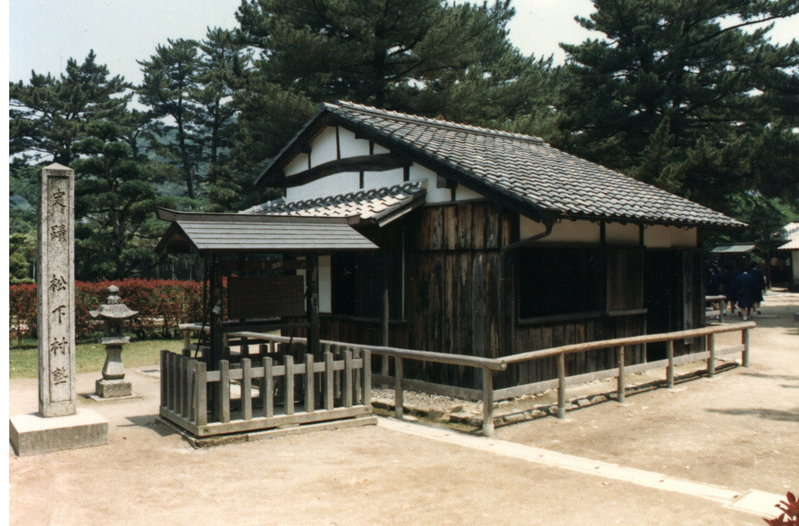
Een privéschool, Matsushita, in Hagi

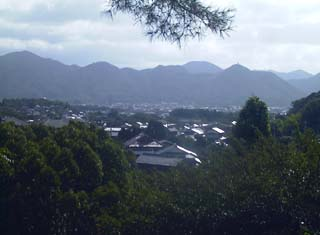

Hagi (Japans: 萩市, Hagi-shi) is een Japanse stad gelegen in de prefectuur Yamaguchi, in het zuidwesten van het eiland Honshu. Op 1 april 2008 had de stad 55.349 inwoners. De bevolkingsdichtheid bedroeg 79,2 inw./km². De oppervlakte van de stad is 698,87 km². De stad werd gesticht op 1 juli 1932.  

## Geschiedenis
Hagi was ooit de residentie van de oude, Japanse aristocratische familie Mori. De stad is ook de hoofdstad geweest van het Choshu domein van 1603–1868. Ito Hirobumi, Japans eerste minister-president, werd geboren in Hagi.

## Fusies
Op  6 maart 2005 werd de stad uitgebreid met de gemeenten Asahi, Fukue, Kawakami, Mutsumi, Susa en Tamagawa.

## Geboren
- Yamagata Aritomo (1838-1922), militair en premier van Japan (1889-1891,1898-1900)
- Katsura Tarō (1848-1913), militair en premier van Japan (1901-1906,1908-1911,1912-1913)